# ساحل ۹۰ مایلی

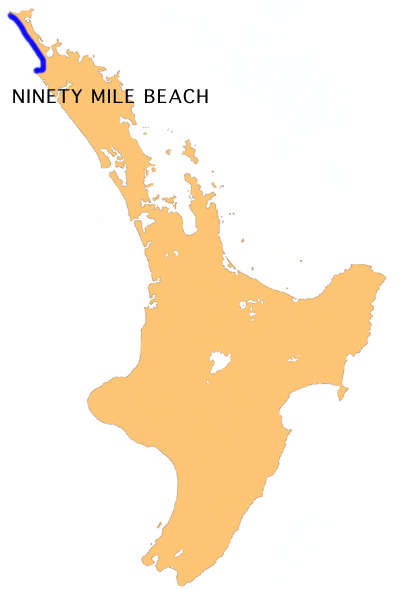
مکان ناینتی مایل بیچ

ساحل ۹۰ مایلی یا ناینتی مایل بیچ (انگلیسی: Ninety Mile Beach) در کرانه شمال غربی جزیره شمالی نیوزلند قرار دارد. طول این ساحل در واقع ۸۸ کیلومتر معادل حدود ۵۵ مایل است. این ساحل به‌طور رسمی یک جاده عمومی در نیوزلند محسوب می‌شود و به همین دلیل مورد توجه گردشگران نیز هست. در اوایل قرن بیستم میلادی از این ساحل به عنوان فرودگاه باری نیز استفاده می‌شد. در یکی از قسمت‌های تاپ گیر در سال ۲۰۱۳، جرمی کلارکسون سوار بر تویوتا کرولا در این ساحل راند.